# Aegilops geniculata
Aegilops ovata · Égilope ovale
Espèce
Classification APG III (2009)

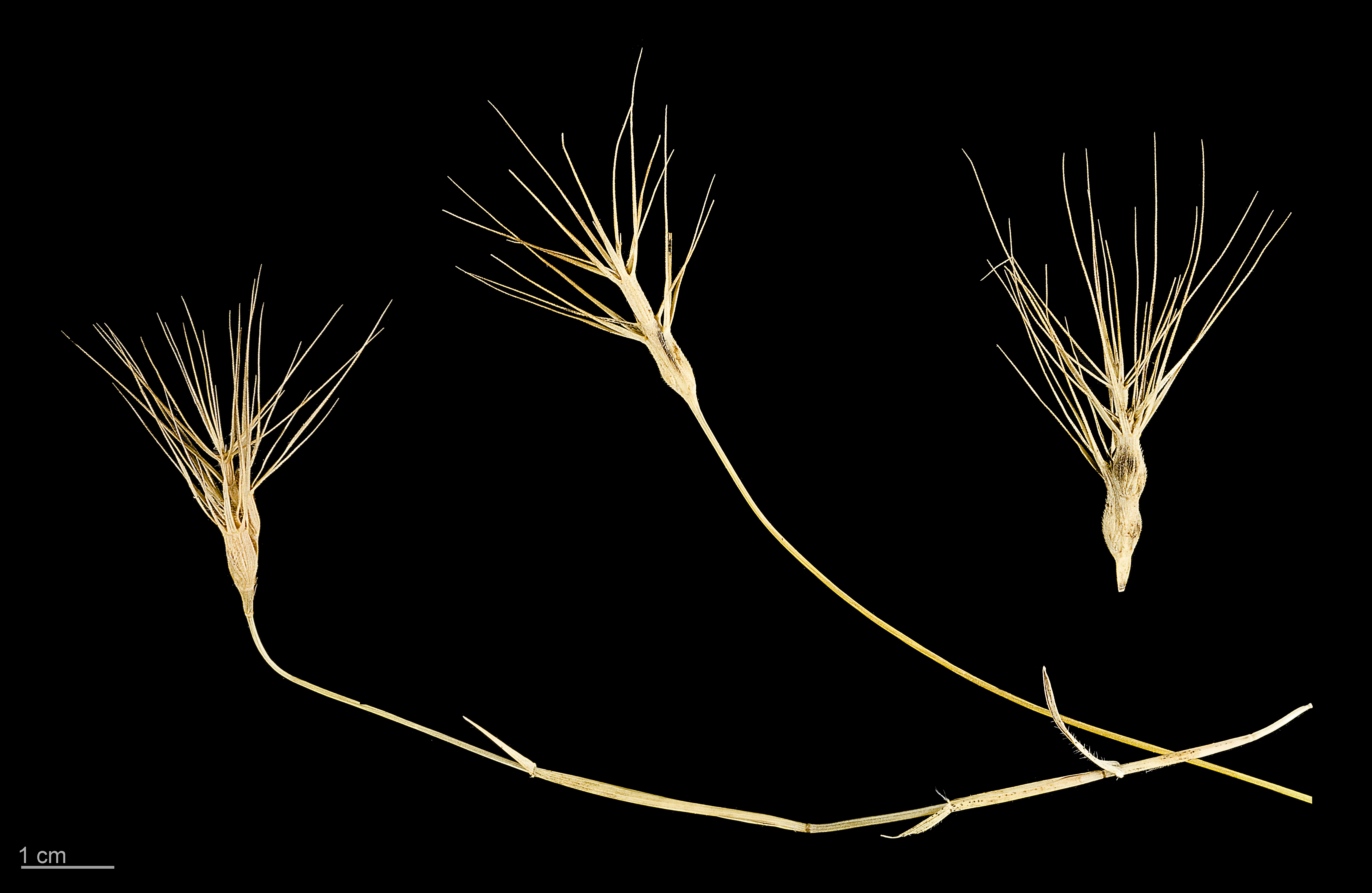
Aegilops geniculata - Muséum d'histoire naturelle de Toulouse

Aegilops geniculata est une espèce végétale de la famille des graminées (Poaceae).

## Description

### Appareil végétatif
Cette graminée mesure entre 30 et 40 cm de hauteur. Elle forme des touffes (plante cespiteuse).

### Appareil reproducteur
La floraison a lieu entre mai et juillet. Elle produit des épis d’épillets de couleur initialement verdâtre, qui mesurent généralement moins de 3 cm. Les glumes portent de 3 à 5 barbes (4 en général) qui accrochent le doigt. La pollinisation est entièrement réalisée par le vent (anémogamie). Après fécondation, les fruits se forment : ce sont des caryopses dont la couleur devient jaune à maturité.

## Répartition et habitat
L'aire de répartition native de cette espèce s'étend dans la partie sud de l'Eurasie, de l'Europe de l'Ouest à l'Irak, et sur tout le nord du continent africain. Cette graminée est une adventice, dans les deux sens du terme en Europe du Nord (Allemagne, Pays-Bas, Royaume-Uni) et sur les îles Canaries. Elle a aussi envahi une partie de l'Amérique du Nord : elle est par exemple, aux États-Unis, déclarée indésirable dans l'état de Californie (où elle est présente) mais aussi dans celui de l'Oregon, à titre préventif.
Cette espèce préfère les températures chaudes et les sols plutôt basiques. 

## Nomenclature et systématique
Synonymes : 
- Aegilops ovata L. : pour certains auteurs, il s'agit même du seul nom valide ;
- Aegilops neglecta Req. ex Bertol. ;
- Aegilops triaristata subsp. contorta Zhuk. ;
- Aegilops triaristata subsp. intermixta Zhuk. ;
- Triticum neglectum (Req. ex Bertol.) Greuter ;
- Triticum ovatum (L.) Raspail.